# Febreze

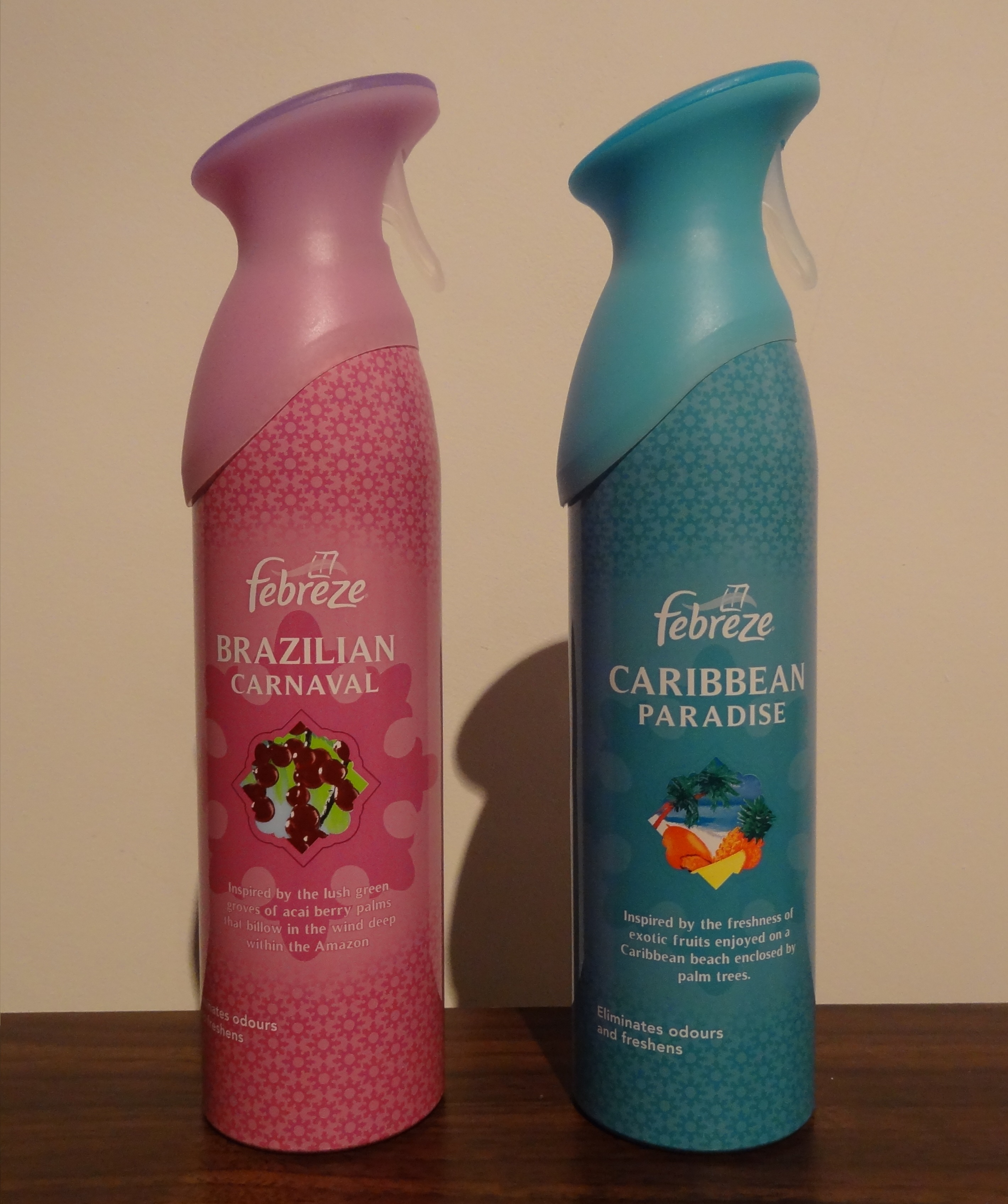
Brume fraicheur Febreze

Febreze est une marque de désodorisants appartenant à Procter & Gamble.

## Historique du produit
La marque Febreze est commercialisée par Procter & Gamble pour la première fois en 1998 aux États-Unis, et en 1999 en Europe. Il s'agit alors d'un désodorisant pour textiles.
En 2005, le produit Febreze est repositionné comme produit désodorisant pour l'intérieur.
En 2010, la marque Febreze représente plus d'un milliard de dollars de chiffre d'affaires à travers le monde.
En 2012, 60 millions de consommateurs signale ce produit. Classé selon le magazine dans les « produits gadgets », Febreze Sleep Serenity Lait chaud et miel contient certains produits considérés inquiétants :
- chlorure de didécyldiméthylammonium ;
- hydroxyde de sodium ;
- linalol ;
- benzisothiazolinone[3].